# György Zala
György Zala (în maghiară Zala György; n. 16 aprilie 1858, Lendava, Comuna Lendava, Slovenia – d. 31 iulie 1937, Budapesta, Regatul Ungariei) a fost un sculptor maghiar. Printre cele mai cunoscute lucrări ale sale se numără Statuia Libertății din Arad, aflată în Parcul Reconcilierii. 